# セルヴァイス・クナーヴェン
セルヴァイス・クナーヴェン（Servais Knaven、本名：ヘンリキュス・テオドリュス・ヨセフュス・クナーヴェン（Henricus Theodorus Josephus Knaven）、1971年3月6日 - ）は、オランダ、ヘルダーラント州にあるロビト出身の自転車競技（ロードレース）選手。自転車競技関連Web、雑誌等では、セルファイス・クナーフェンと表記されている。

## 経歴
ジュニア時代にはトラックレースにも取り組み、また国内チャンピオンにもなっている。
1994年にプロロード選手となり、1995年の国内選手権ロードレース制覇。
1997年、デンマーク・ルント（デンマーク一周）総合優勝。
1998年、スヘルデプライス優勝等の実績を残す。
2001年のパリ〜ルーベでは、ヨハン・ムセウ（2位）らを破って優勝。
クイックステップに移籍した2003年のツール・ド・フランス第17ステージを制覇。
2007年にT-モバイル（現在は、チーム・コロンビア＝ハイロード）に移籍。
2009年、チーム・ミルラムに移籍した。
2010年のパリ〜ルーベで43位で完走、レイモンド・インパニス以来史上2人目となる同レース16回目の最多完走記録に並んだ。4月13日に今季限りでの引退を公式発表。8月15日開催の Etten-Leurが引退レースになった。
2012年よりスカイ・プロサイクリング（現:イネオス・グレナディアス）のアシスタント・スポーツディレクターを務めている。
妻のナターシャ・デン・オウデンはオランダ国内選手権個人TTで4度表彰台に上がった（2位が1度、3位が3度）元ロードレース選手である。また、娘のブリットとゼンヌも現役のプロロード選手であり、デン・オウデンが代表を務めるチームに所属している。
尚、クナーヴェン夫妻は共にオランダ国籍だが、娘は共にベルギー籍として登録されている。